# Tullio Ascarelli
Tullio Ascarelli (Roma, 6 ottobre 1903 – Roma, 20 novembre 1959) è stato un giurista e avvocato italiano.

## Biografia
Nasce a Roma da due genitori ebrei, Attilio Ascarelli ed Elena Pontecorvo (1880-1972). Sua madre, figlia dell'industriale tessile Pellegrino Pontecorvo (1841-1916), ha nove fratelli, tra cui Massimo Pontecorvo - padre di Guido, noto genetista - di Bruno, fisico, di Gilberto, detto Gillo, regista cinematografico. Una sorella Clara, sarà la madre di Eugenio Colorni.
Si iscrive alla Facoltà di Giurisprudenza di Roma a 16 anni. Nel 1923 si laurea con una tesi intitolata Le società a responsabilità limitata e la loro introduzione in Italia, pubblicata nel 1924 sulla Rivista del diritto commerciale. Nello stesso anno della laurea pubblica i debiti della moneta estera e l'articolo 39 del cod. di commerciale e I piccoli commercianti nel progetto preliminare del nuovo codice di commercio. Contemporaneamente collabora alla rivista mensile Studi politici di Paolo Flores e al settimanale La rivoluzione liberale di Piero Gobetti. Sotto lo pseudonimo di Guido di Ferrara nel 1926, scrive sul settimanale Il quarto Stato, diretto da Pietro Nenni e Carlo Rosselli.
All'età di 21 anni viene incaricato dell'insegnamento di Diritto commerciale presso l'Università degli Studi di Ferrara, ove continua anche a studiare, conseguendo un anno dopo la libera docenza, e, nel 1926, vince il concorso di professore a ruolo. Nello stesso anno si trasferisce all'Università degli Studi di Cagliari dove insegna, oltre a Diritto commerciale, anche Diritto marittimo. Nel 1929 viene chiamato all'Università di Catania dove ottiene il titolo di professore ordinario. Negli anni a seguire è docente a Parma (1932), a Padova (1933) e a Bologna (1935), cambiando cinque sedi in dodici anni.

### Attività di diritto penale
Nonostante sia un esperto di diritto civile, scrive anche per la rivista La giustizia penale dal 1925 al 1938. Grazie al suo apporto il periodico può arricchirsi di studi giuridici tedeschi. Tra il 1925 e il 1927 traduce la relazione generale introduttiva al Progetto ufficiale per il nuovo codice penale tedesco del 1925, ancora oggi l'unica versione disponibile in italiano. Pubblica la traduzione di due testi del penalista tedesco Hans von Henting: Trasformazione ed avvenire della pena (1932) e Sulla psicologia e sociologia dell'omicidio (1935). Il contributo più importante alla rivista è l'apporto alla sezione bibliografica, con la pubblicazione di 335 recensioni, 273 schede con sintetiche informazioni sul contenuto, 163 segnalazioni e 123 note.
Ascarelli osserva i mutamenti del diritto penale tedesco negli anni che precedono l'avvento di Hitler, nota come i mutamenti culturali in Germania si accompagnino a nuovi istituti giuridici introdotti dal nazionalsocialismo: "l'opera legislativa (...) procede con ritmo eccezionalmente celere, sì che esso il giurista di fronte ad un mondo giuridico completamente nuovo anche dal punto di vista dogmatico". Nel 1933 sottolinea come la pubblicazione del libro Liberales oder autoritäres Strafrecht? di Georg Dahm e Friedrich Schaffstein (entrambi professori dell'Università di Kiel) preveda l'avvio "dell'opera riformatrice del nazional-socialismo nel campo del diritto penale". Ritiene che la classe giuridica tedesca lasci indietro le garanzie democratiche del diritto penale, avvicinandosi sempre di più ad un regime antisemita ed autoritario. La penalistica nazista si incentra sulla tutela dello Stato come autorità suprema a discapito della tutela dei diritti del singolo individuo. I comportamenti puniti riguardano prevalentemente il reato di tradimento. La sua collaborazione con la rivista si interrompe nel 1938, a causa delle restrizioni imposte dalle Leggi razziali fasciste.

### Esilio
Nella prima fase del Ventennio fascista segue la strada "degli studi politicamente sterilizzati e della libera professione" , preferendo mantenere un atteggiamento neutro nei confronti del regime. Questo non lo metterà al riparo dalle ricadute delle Leggi razziali fasciste, soprattutto con l'emanazione del decreto legge del 5 settembre 1938 che espelle i professori ebrei dalle università. È così costretto a lasciare il paese. Dapprima fugge in Inghilterra; lì ottiene una posizione modesta presso la London School of Economics and Political Science. Deluso dal mancato riconoscimento dei suoi meriti, decide di recarsi in Francia dove prova a prendere i contatti con il movimento di Giustizia e Libertà e a diffondere le sue idee in termini di democrazia e libertà.
Il 6 giugno 1940 consegue un dottorato in diritto commerciale presso l'Università di Parigi nella speranza di poter ottenere un posto di docente. Dopo solo una settimana, il 14 giugno 1940, è costretto a fuggire di nuovo per via dell'occupazione tedesca. Attraversa la Spagna, e poi il Portogallo per arrivare in Brasile. Durante l'esilio brasiliano gli viene offerta la cattedra all'Universidade de São Paulo e, contemporaneamente, avvia un importante studio legale. La sua attività scientifica è molto intensa: pubblica: Derecho mercantil (1940), Lucros extraordinarios e imposto de renda (1944), Problemas das sociedades anônimas e direito comparado (1945).

### Ritorno in patria
Nonostante sia riuscito a costruire una carriera di successo in Brasile, nel 1946 torna in Italia e riprende a insegnare all'Università di Bologna. Nel 1953 viene chiamato alla cattedra di Diritto industriale a Roma, e, da ultimo, nel 1959 riprende anche la cattedra di Diritto commerciale. Nel 1947 fonda, insieme ad Antonio Cicu ed Enrico Redenti, la Rivista trimestrale di diritto e procedura civile, dal 1956 al 1959 dirige la Rivista delle società. Sempre in questo periodo, inizia la direzione dell'Enciclopedia del diritto e fonda la collana Testi per la storia del pensiero politico, nel cui primo volume è inserita un'ampia Introduzione a lavori di Hobbes e Leibniz.
Nel 1955 l'Accademia dei Lincei gli conferisce il Premio Feltrinelli per le Scienze Giuridiche. Muore a Roma il 20 novembre del 1959.

## Metodo e teoria dell'interpretazione
Uno dei suoi temi di studio è il metodo interpretativo. Per Ascarelli non esiste un sistema legale completo che preveda una soluzione per ogni singolo caso concreto. Un testo normativo non può non avere lacune. L'ordinamento giuridico è cambiato nel tempo grazie anche a chi deve applicare le leggi concretamente. Il sistema legale è per sua natura incompleto proprio perché basato su previsioni generali ed astratte.
La sua teoria dell'interpretazione nega l'esistenza di un unico metodo di interpretazione valido per ogni tempo e ogni luogo. La determinazione del metodo in un specifico momento storico è una scelta del legislatore intrinsecamente mutevole. Ascarelli contesta le teorie del positivismo giuridico per le quali l'interpretazione della legge è un'operazione logica, un mero sillogismo. Questo non vuol dire che si tratti di un'attività irrazionale, perché il giurista deve sempre rispettare una serie di regole per arrivare a determinati risultati. La chiave giusta di lettura anche in questo caso è il relativismo storico, cioè studiare l'operato concreto dei giudici in determinato periodo storico. In Antigone e Porzia (1955) afferma che "il diritto non è mai un dato, ma un continua creazione della quale è continuo collaboratore l'interprete".

## Opere
- Appunti di diritto commerciale (1931)
- Apresentação do Brasil (1952)
- Cambiale, assegno bancario, titoli di credito (1938)
- Consorzi volontari tra imprenditori (1937)
- Corso di diritto commerciale (1962)
- Derecho mercantil (1940)
- Ensaios e pareceres (1952)
- Iniciacion al estudio del derecho mercantil (1964)
- Istituzioni di diritto commerciale (1938)
- Introducción al derecho comercial y parte general de las obligaciones comerciales (1947)
- Lezioni di diritto commerciale (1955)
- Lucros extraordinarios e imposto de renda (1944)
- Negocio juridico indirecto (1965)
- Negozio indiretto e le societa commerciali (1930)
- Norma giuridica e realtà sociale (1955)
- Obbligazioni pecuniarie (1959)
- Panorama do direito comercial (1947)
- Panorama del derecho comercial (1949)
- Per uno studio della realtà giuridica effettuale (1956)
- Problemas das sociedades anônimas e direito comparado (1945)
- Problemi giuridici (1959)
- Problemas das sociedades anônimas e direito comparado (1969)
- Saggi di diritto commerciale (1955)
- Saggi giuridici (1949)
- Sguardo sul Brasile (1949)
- Sociedades y asociaciones comerciales (1947)
- Studi di diritto comparato e in tema di interpretazione (1952)
- Studi giuridici sulla moneta (1952)
- Studi in tema di contratti (1952)
- Studi in tema di società (1952)
- Teoria della concorrenza e dei beni immateriali (1957)
- Teoria geral dos títulos de crédito (1943)